# Natalie Talmadge
Natalie Talmadge (29 de abril de 1896 – 19 de junio de 1969) fue una actriz estadounidense de cine mudo, esposa de Buster Keaton y hermana de las estrellas de cine Norma y Constance Talmadge. Se retiró de la actuación en 1923.

## Primeros años y carrera
Talmadge nació en Brooklyn, Nueva York, hija de Margaret L. "Peg" y Frederick O. Talmadge. Era la hermana menor de Norma Talmadge y la hermana mayor de Constance Talmadge, que se convirtieron en actrices de cine de éxito.
Apareció en Intolerance (1916) de D.W. Griffith, The Passion Flower (1921) con su hermana Norma, y Our Hospitality (1923) de Buster Keaton, su última aparición en el cine.

## Vida personal

### Matrimonio y hijos

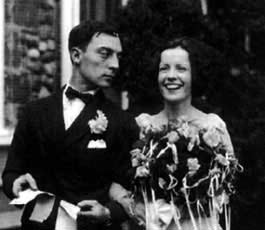
Talmadge y Buster Keaton el día de su boda, 31 de mayo de 1921

Talmadge se casó con el actor Buster Keaton el 31 de mayo de 1921, en la casa de su hermana Norma, en Bayside, Queens. Ella era católica romana, pero el matrimonio se celebró como ceremonia civil. 
Tuvieron dos hijos: Joseph Talmadge Keaton y Robert Talmadge Keaton. La pareja llevaba un lujoso estilo de vida en Beverly Hills, California, Natalie gastaba cantidades prodigiosas de dinero en ropa. Tras el nacimiento de su segundo hijo, ella decidió no tener más hijos, por lo que la pareja vivía en habitaciones separadas. Keaton lo aceptó y acordaron que mantendría la discreción.
A finales del matrimonio, la carrera de Keaton empezó a resentirse después de que su contrato con Joseph M. Schenck fuera vendido a la Metro-Goldwyn-Mayer. El divorcio de la pareja fue definitivo el 10 de agosto de 1933, Talmadge cambió legalmente los nombres de sus hijos a "Talmadge", y les negó todo contacto con su padre. En julio de 1942, Robert de 18 años y Joseph de 20, hicieron legal el cambio de nombre después de que su madre ganara una petición judicial.

## Últimos años y muerte
Natalie Talmadge se encontraba delicada de salud en sus últimos años y residía en el Santa Monica Convalescent Home. Murió de insuficiencia cardíaca el 19 de junio de 1969 en el Santa Monica Hospital. Está enterrada en la Abbey of the Psalms en la Talmadge Room del Hollywood Forever Cemetery.

## Filmografía
| Año  | Película                           | Papel                            | Notas                                         |
| ---- | ---------------------------------- | -------------------------------- | --------------------------------------------- |
| 1916 | Intolerance                        | Favorita del harén               | Sin acreditar                                 |
| 1917 | His Wedding Night                  | Linda señora en el auto          | Short, uncredited                             |
| 1917 | A Country Hero                     | Desconocido, papel secundario    | Cortometraje, película perdida, sin acreditar |
| 1918 | Out West                           |                                  | Sólo para escritores                          |
| 1919 | The Isle of Conquest               | Janis Harmon                     | Película perdida                              |
| 1919 | The Fall of Babylon                | Favorita del harén               | Material de archivo, sin acreditar            |
| 1920 | The Love Expert                    | Dorcas Winthrop                  |                                               |
| 1920 | Yes or No?                         | Emma Martin                      |                                               |
| 1921 | The Haunted House                  | Mujer cliente de banco desmayada | Short, uncredited                             |
| 1921 | The Passion Flower                 | Milagros                         |                                               |
| 1923 | Our Hospitality                    | Virginia Carfield                | Último papel cinematográfico                  |
| 1924 | Screen Snapshots, Series 5, No. 1  | Ella misma                       | Cortometraje                                  |
| 1939 | Screen Snapshots Series 18, No. 12 | Ella misma                       | Cortometraje                                  |